# Ach Gott, wie manches Herzeleid, BWV 3
Ach Gott, wie manches Herzeleid (BWV 3) ist eine Kirchenkantate von Johann Sebastian Bach. Er komponierte die Choralkantate in Leipzig für den zweiten Sonntag nach Epiphanias und führte sie am 14. Januar 1725 erstmals auf.

## Geschichte und Worte
Bach schrieb die Kantate Ach Gott, wie manches Herzeleid in seinem zweiten Amtsjahr in Leipzig für den zweiten Sonntag nach Epiphanias (Erscheinung des Herrn). Die vorgeschriebenen Lesungen für den Sonntag waren Röm 12,6–16 , „Wir haben mancherlei Gaben“, und Joh 2,1–11 , die Hochzeit zu Kana.
Die Kantate beruht auf dem Kirchenlied in 18 Strophen, das von Martin Moller 1587 veröffentlicht wurde. Es ist in den mittleren Strophen eine Umdichtung des mittelalterlichen lateinischen Hymnus „Jesu dulcis memoria“, der Bernard von Clairvaux zugeschrieben wird und Jesus als Tröster und Helfer in der Not besingt.
Ein unbekannter Dichter behielt die Strophen 1, 2 und 18 im Wortlaut bei. Er benutzte 1 und 18 als Sätze 1 und 6 der Kantate, erweiterte in Satz 2 die wörtlich übernommene Strophe um Gedanken der Strophen 3 bis 5, dichtete Strophe 6 für Satz 3 um, Strophen 7 bis 14 für Satz 4, Strophen 15 und 16 für Satz 5. Er versuchte nicht, den Kantatentext mit dem Evangelium zu verbinden.
Das Lied wird auf eine Melodie von „Herr Jesu Christ, meins Lebens Licht“ gesungen, die zuerst 1455 in Wolflin Lochamers Liederbuch in Nürnberg erschien.
Bach führte die Kantate am 14. Januar 1725 erstmals auf.

## Besetzung und Aufbau
Die Kantate ist besetzt mit vier Vokalsolisten  (Sopran, Alt, Tenor und Bass), vierstimmigem Chor, Horn (corno da caccia), Posaune, zwei Oboe d’amore, zwei Violinen, Viola und Basso continuo.
1. Coro: Ach Gott, wie manches Herzeleid
2. Recitativo e chorale (Sopran, Alt, Tenor, Bass, Chor): Wie schwerlich lässt sich Fleisch und Blut
3. Aria (Bass): Empfind ich Höllenangst und Pein
4. Recitativo (Tenor): Es mag mir Leib und Geist verschmachten
5. Aria Duetto (Sopran, Alt): Wenn Sorgen auf mich dringen
6. Choral: Erhalt mein Herz im Glauben rein

## Musik
Im Eingangschor singt nicht wie in den meisten Choralkantaten der Sopran den Cantus firmus, sondern der Bass, verstärkt von der Posaune. Schon in seiner vierten Choralkantate für Leipzig, Ach Herr, mich armen Sünder (BWV 135), hatte Bach das ausprobiert, nachdem er die Liedmelodie in der zweiten Choralkantate dem Alt und in der dritten dem Tenor anvertraut hatte. Die klagende Stimmung dieses Eingangschors wird ausgedrückt durch die „elegischen Töne“ der Oboen d’amore, die von den Oberstimmen übernommen werden, und durch Seufzermotive in den Streichern.
Das folgende Rezitativ verbindet die Choralmelodie, die vierstimmig gesetzt vom Chor gesungen wird, mit eingeschobenen Textabschnitten, die von den Solisten vorgetragen werden. Die Choralzeilen werden jeweils von einem freudigen Ostinato-Motiv eingeleitet, das von der Liedmelodie abgeleitet ist.
Die Bass-Arie, nur vom Continuo begleitet, kostet den Gegensatz von „Höllenangst“ und „Freudenhimmel“ aus, wenn die „unermessnen Schmerzen“ sich in „leichte Nebel“ auflösen.
Im Duett für Sopran und Alt in hellem E-Dur sind die Stimmen in eine dichte Quartett-Textur der Instrumente gebettet, wie Christoph Wolff anmerkt. Der Schlusschoral ist ein schlichter vierstimmiger Satz.

## Einspielungen
- Bach Aria Group – Cantatas, Arias & Choruses. Brian Priestman, Bach Aria Group Chorus & Orchestra, Lois Marshall, Maureen Forrester, Richard Lewis, Norman Farrow. Vox, späte 1960er Jahre?
- J. S. Bach: Das Kantatenwerk – Geistliche Kantaten Vol. 1. Nikolaus Harnoncourt, Wiener Sängerknaben, Chorus Viennensis, Concentus Musicus Wien, Solist der Wiener Sängerknaben, Paul Esswood, Kurt Equiluz, Max van Egmond. Teldec, 1970.
- Die Bach Kantate Vol. 22. Helmuth Rilling, Gächinger Kantorei, Bach-Collegium Stuttgart, Arleen Augér, Gabriele Schreckenbach, Lutz-Michael Harder, Philippe Huttenlocher. Hänssler, 1980.
- Bach Edition Vol. 12 – Cantatas Vol. 6. Pieter Jan Leusink, Holland Boys Choir, Netherlands Bach Collegium, Ruth Holton, Sytse Buwalda, Knut Schoch, Bas Ramselaar. Brilliant Classics, 1999.
- Bach Cantatas Vol. 19: Greenwich/Romsey. John Eliot Gardiner, Monteverdi Choir, English Baroque Soloists, Joanne Lunn, Richard Wyn Roberts, Julian Podger, Gerald Finley. Soli Deo Gloria, 2000.
- J.S. Bach: Complete Cantatas Vol. 15. Ton Koopman, Amsterdam Baroque Orchestra & Choir, Sandrine Piau, Bogna Bartosz, Paul Agnew, Klaus Mertens. Antoine Marchand, 2001.
- J.S. Bach: Cantatas Vol. 29. Masaaki Suzuki, Bach Collegium Japan, Dorothee Mields, Pascal Bertin, Gerd Türk, Peter Kooij. BIS, 2004.